# 道县二中
湖南省道县第二中学，创办于1940年春，是道县最早的县立中学。始名道县县立初级中学，1950年更名道县第二中学，1969年称道县道江镇中学，1970年改称道县中学，1978年后恢复校名为道县第二中学。虽几易其名，但从未迁址。